# Thimár Attila
Thimár Attila (Budapest, 1969. május 19.) József Attila-díjas magyar irodalomtörténész, szerkesztő, egyetemi oktató, a Kortárs irodalmi és kritikai folyóirat főszerkesztője (2015. januártól), valamint a lapot kiadó kft. ügyvezetője.

## Pályája
A középiskolát a budapesti Veres Pálné Gimnáziumban végezte, 1987-ben érettségizett. 1993-ban szerzett diplomát az Eötvös Loránd Tudományegyetem Bölcsészettudományi Karán magyar, történelem és összehasonlító irodalomtörténet szakon. 1997 végén Révai Miklós és az irodalom- és  tudományszervezés 1777–1791 című disszertációjának megvédésével az irodalomtudomány kandidátusa fokozatot szerzett.
1996. szeptember 1-jétől (vagy 1995-től ) a Pázmány Péter Katolikus Egyetem Bölcsészet- és Társadalomtudományi Kar oktatója, 2000. szeptember 1-től docense; szintén 2000. szeptember 1-től három éven át volt Bolyai-ösztöndíjas. Kutatási területe: Magyar irodalom- és társadalomtörténet (18. század); a magyar irodalmi intézményrendszer kialakulásának története; kortárs irodalom. 
Dolgozott az Universitas Könyvkiadónál 1993–2009 között, közben 2004-től a Szépirodalmi Figyelő egyik rovatát szerkesztette és 2007-ben átvette a leköszönő L. Simon László főszerkesztő helyét az év végéig. 2010 márciusától a Kortárs rovatvezetője volt, 2015. január óta a lap főszerkesztője. 2012 elején kinevezték a Nemzeti Kulturális Alap könyvkiadás kollégiumának vezetőjévé.
Számos kritikája, irodalomtörténeti tanulmánya jelent, illetve jelenik meg a folyóiratokban. Irodalomtörténeti munkáin kívül két haiku kötete is napvilágot látott 2007-ben, illetve 2016-ban a Ráció Kiadónál, melynek – életrajza szerint – szakmai munkáját irányította 2005-től 2010-ig.

## Könyvei
- Hős és áldozat. Révai Miklós és a klasszikus századforduló irodalomtörténete (tanulmánygyűjtemény) Universitas Kiadó, Budapest, 2007
- Lélekkönyv (haikuk) Ráció Kiadó, Budapest, 2007
- „Budának szemtanúja vagyok”: tanulmányok Ottlik prózájáról (Holnap, Budapest, 2015)
- Időszilánk (haikuk) Ráció Kiadó, Budapest, 2016
- Képek költői – költői képek – A szöveg és a vizuális tartalom kapcsolata reformkori verseinkben (Ráció Kiadó, Budapest, 2020)

### Ismertetések könyveiről
- Halász Csilla: Buda szemtanúja[4]
- Hende Fruzsina: Ottlik-kalauz – Thimár Attila: „Budának szemtanúja vagyok”[5]

## Díjai
- 2018: Magyar Arany Érdemkereszt kitüntetés
- 2020: József Attila-díj